# Johann Clemens Bruckmann
Johann Clemens Bruckmann (* 25. Februar 1768 in Heilbronn; † 20. April 1835 ebenda; auch Johann Klemens Bruckmann) war von 1822 bis zu seinem Tode 1835 Stadtschultheiß in Heilbronn.

## Leben
Bruckmann war ein Enkel des 1725 in das Heilbronner Bürgerrecht aufgenommenen Kaufmanns Hermann Dietrich Brockmann aus Hemer bei Iserlohn in Westfalen, der die Heilbronner Familie Bruckmann begründete, und ein Cousin des Silberwarenfabrikanten Georg Peter Bruckmann. Der früh verwaiste Johann Clemens kam nach dem Tod seiner Eltern in die Familie von Syndikus Johann Moriz Becht (1729–1803), dem Bruder des Bürgermeisters Eberhard Ludwig Becht. Er besuchte das Heilbronner Gymnasium und machte danach eine  Schreiberlehre bei Konsulent Hochstetter in Neckarbischofsheim und Stadtschreiber Härlin in Wimpfen. 1786 kam Bruckmann zu Stiftungspfleger Jäger nach Beutelsbach, 1788 zu Stadt- und Amtsschreiber Grüb nach Wildberg, wo er nach einiger Zeit zum Oberamt wechselte. Seine Ausbildung beendete er bei Amtmann Metzger in Grunbach. Schließlich bestand er 1792 das Kameralexamen und das Herzogliche Regierungsratsexamen.
Während kurzer Stellungen im Oberamt Balingen, in Stammheim und beim Klosteramt Lustnau wurde württembergischer Substitut (stellvertretender Notar) und kaiserlicher Notarius. 1798 kehrte er nach Heilbronn zurück, wo er zunächst Stadtschreiber und dann 1822 Stadtschultheiß wurde.
In seine Amtszeit als Stadtschultheiß fällt der Verkauf des Lautenbacher Hofes und des Neuhofs zur Tilgung der Stadtschulden, der Bau des Karlsgymnasiums, die Neugestaltung des Kiliansplatzes und die Eröffnung des Paulinenspitals. Bruckmann engagierte sich auch besonders für die Schreibung der Heilbronner Stadtgeschichte, wofür er Carl Jäger Einsicht in die Ratsprotokolle gewährte.

## Familie
Er heiratete am 18. September 1800 in Tübingen Johanne Christiane Fischer, Tochter eines Tübinger Gerichtsverwandten. Sie starb 1813. In zweiter Ehe war er ab 1814 mit Auguste Mayer, Tochter des Hofrats und Amtmanns und dann, seit 1803, als Ritterschaftskonsulent in Neckarbischofsheim wirkenden Juristen Friedrich Christoph Mayer, verheiratet. Beiden Ehen entstammten insgesamt 14 Kinder, von denen jedoch nur sechs den Vater überlebten.
Die Mutter der zweiten Ehefrau Auguste, Johanna Henriette Friederike Hartmann (1762–1820), war die von 1797 bis 1803 und vom November 1808 bis 1820 in Heilbronn wohnende Schwester von Heinrich von Kleists Dresdner Malerfreund Christian Ferdinand Hartmann. Dass ein späteres Heilbronner Stadtoberhaupt Schwiegersohn bei der Heilbronner Schwester des einstigen Kleistfreunds Hartmann wurde, ist für das grundsätzlich Heilbronn einbeziehende Beziehungsgeflecht Kleists bezeichnend.
Bruckmanns Tochter Auguste Henriette Amalie (1815–1869) heiratete 1843 den Architekten Theodor von Landauer, den Sohn von Bruckmanns Amtsvorgänger Lebrecht Landauer.